# Фусо (броненосец)
«Фусо» (яп. 扶桑) — японский броненосец или броненосный фрегат казематного типа.

## История службы
Был заказан в соответствии с программой увеличения флота от 1875 года. Строился в 1875—1878 на верфях британской фирмы Samuda Brothers. Конструктор (Эдвард Рид) прототипом выбрал британский броненосец «Айрон Дюк», в 1871—1875 служивший британским флагманом на Китайской Станции и хорошо знакомый японским военным.  В 1894 году прошёл частичную модернизацию — было снято парусное оснащение, осталось только две мачты, а вооружение стало состоять из восьми 152-мм пушек, картечниц и торпедных аппаратов.
- Иллюстрация проекта в журнале Engineering, 1877
- Вскоре после постройки
- «Фусо» после модернизации 1894 года

### Японо-китайская война
Принимал активное участие в Японо-китайской войне и получил легкие повреждения в сражении на реке Ялуцзян.

### Межвоенный период
29 октября 1897 года во время шторма оборвалась якорная цепь, корабль столкнулся с крейсерами «Мацусима» и «Ицукусима», и затонул у берега острова Сикоку. В сентябре 1898 года поднят, в 1898—1899 годах прошёл очередную модернизацию, а в 1903 году был переклассифицирован в броненосец береговой обороны.

### Русско-японская война
Принимал участие в блокаде Порт-Артура в Русско-японской войне.

### Завершение службы
12 декабря 1905 года «Фусо» был переклассифицирован в корабль береговой обороны 2-го класса. 1 апреля 1908 года «Фусо» был исключен из списков флота. В 1909 году корабль был продан и 1910 году разобран на металлолом.

## Командиры корабля
- капитан 1-го ранга Мацумура Дзюндзо (井上　良馨) — с 19 августа 1879 года по 7 июля 1882 года[4].
- капитан 1-го ранга Фукусима Таканори (福島　敬典) — с 7 июля по 19 августа 1882 года[4].
- капитан 1-го ранга Иноуэ Ёсика (井上　良馨) — с 20 августа 1882 года по 8 февраля 1884 года[4].
- капитан 1-го ранга Ито Сакэюки (伊東　祐亨) — с 8 февраля 1884 года по 6 февраля 1885 года[4].
- капитан 1-го ранга Иноуэ Ёсика (井上　良馨) — с 6 января по 29 января 1886 года[4].
- капитан 2-го ранга/капитан 1-го ранга (с 7 апреля 1886 года) Кодама Тосикуни (児玉　利国) — с 29 января по 14 июля 1886 года[4].
- капитан 1-го ранга Ямадзаки Кагэнори (Yamazaki, Kagenori 山崎　景則) — с 14 июля 1886 года по 14 июня 1888 года[4].
- капитан 1-го ранга Араи Арицура (新井　有貫) — с 14 июня 1888 года по 15 мая 1889 года[4].
- капитан 1-го ранга Такино Наотоси (瀧野　直俊) — с 15 мая 1889 года по 13 мая 1890 года[4].
- капитан 1-го ранга Самедзима Казунори (鮫島　員規) — с 13 мая 1890 года по 17 июня 1891 года[4].
- капитан 1-го ранга Сато Сидзуо (佐藤　鎮雄) — с 17 июня по 17 ноября 1891 года[4].
- капитан 1-го ранга Араи Арицура (新井　有貫) — с 8 июля 1894 года по 18 ноября 1895 года[4].
- капитан 1-го ранга Симадзаки Ёситада (島崎　好忠) — с 5 июня 1896 года по 26 ноября 1896 года[5].
- капитан 1-го ранга Камимура Сонодзё (上村正之丞) — с 26 ноября 1896 года по 1 июня 1897 года[6].
- капитан 1-го ранга Уриу Сотокити (瓜生　外吉) — с 1 июня по 28 декабря 1897 года[4].
- капитан 1-го ранга Нарукава Хакару (成川　揆) — с 7 июня по 6 августа 1900 года[7].
- капитан 1-го ранга Имаи Канэмаса (今井　兼昌) — с 6 августа по 6 ноября 1900 года[8].
- капитан 1-го ранга Нарита Кацуро (成田　勝郎) — с 5 июля 1901 года по 13 марта 1902 года[8].
- капитан 2-го ранга Окумия Мамору (奥宮　衛) — с 28 декабря 1902 года по 12 января 1903 года[9].
- капитан 2-го ранга Кимура Кокити (木村　浩吉) — с 12 января по 7 июля 1903 года[10].
- капитан 1-го ранга Нагаи Гункити (Nagai, Gunkichi) — с 11 января 1905 года по 12 декабря 1905 года[11].
- капитан 1-го ранга Цукияма Киётомо (Tsukiyama, Kiyotomo) — с 2 мая 1907 года по 1 апреля 1908 года[11].
- капитан 2-го ранга (с 28 июня 1906 года — капитан 1-го ранга) Цутияма Тэцудзо (Tsuchiyama, Tetsuzo) — с 12 декабря 1905 года по 2 мая 1907 года[12].